# Ferenc Plattkó

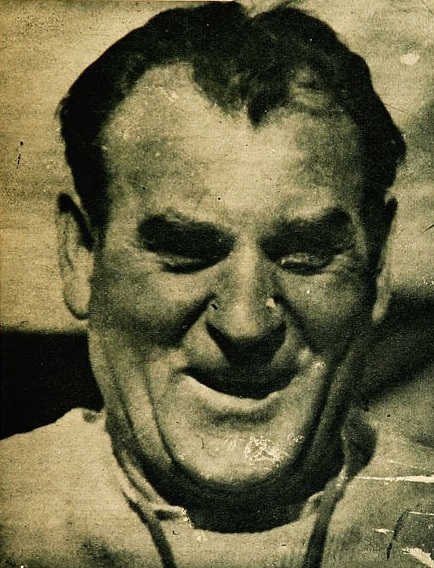
Ferenc Plattkó (1946)

Ferenc Plattkó (Boedapest, 2 december 1898 – Santiago, 2 september 1982), internationaal beter bekend als Franz of Francisco Plattko, was een Hongaars voetballer en voetbalcoach.

## Loopbaan als voetballer
Plattko speelde als doelman voor Vasas Budapest (1917-1921), MTK Budapest (1921-1922), FC Barcelona (1922-1930) en Recreativo Huelva (1930-1931). Bij FC Barcelona was hij erg succesvol en Plattko maakte deel uit van een uitstekend elftal met onder andere Paulino Alcántara en Josep Samitier. Dit team won in 1929 de Spaanse landstitel en verder driemaal de Copa del Rey (1925, 1926, 1928) en zesmaal de Copa de Catalunya (1924-1928, 1930). Plattko verwierf grote bekendheid in bekerfinale van 1928 tegen Real Sociedad. Nadat hij in de eerste helft een hoofdblessure had opgelopen, besloot de Hongaar tegen het advies van de clubartsen van FC Barcelona toch de tweede helft te spelen. Met verband om zijn hoofd stelde een uitblinkende Plattko vervolgens de bekerzege voor zijn club veilig. Plattko speelde ook zes interlands voor het Hongaars nationaal elftal.

## Loopbaan als coach
Na zijn loopbaan als voetballer werd Plattko trainer. Hij trainde onder meer zijn oude club FC Barcelona in twee periodes (1934-1935, 1955-1956). In zijn eerste periode bij FC Barcelona leidde hij de club naar winst in de Copa de Catalunya. Desondanks werd Plattko voor het volgende seizoen vervangen door Patrick O'Connell. In zijn tweede periode zette FC Barcelona onder leiding van Plattko en met sterspelers Ladislao Kubala en Luis Suárez een reeks van elf achtereenvolgende competitieoverwinningen neer. Deze prestatie zou pas in het seizoen 2005-2006 worden verbeterd. Ondanks deze uitstekende reeks behaalde FC Barcelona slechts de tweede plaats achter Athletic de Bilbao en Plattko kon vertrekken.
Tussen zijn twee periodes bij FC Barcelona was Plattko werkzaam in Zuid-Amerika. Zijn grootste successen had hij bij het Chileense Colo-Colo (1939, 1941, 1953). Met deze club werd Plattko driemaal kampioen van Chili (1939, 1941, 1953). Verder was hij werkzaam als bondscoach van Chili (1941-1945) en trainde de oud-doelman in Zuid-Amerika de Argentijnse topclubs River Plate (1940) en Boca Juniors (1949) en de Chileense clubs Club Magallanes (1942) en Santiago Wanderers (1942).